# Domenico Tanzella
Domenico Tanzella (Capurso, 6 maggio 1650 – Capurso, 5 ottobre 1730) è stato un presbitero italiano, secondo la tradizione primo miracolato e protagonista del rinvenimento, il 30 agosto 1705,  della prodigiosa icona di Santa Maria all'interno del pozzo sito nella contrada detta "Piscino" a Capurso, in provincia di Bari.

## Biografia
La vicenda umana e spirituale del sacerdote Don Domenico Tanzella è tutta legata al culto della Madonna del Pozzo.
Nato a Capurso il 6 maggio 1650 e battezzato il 22 dello stesso mese da Don Francesco Manuzza, divenuto sacerdote si era guadagnato le stima del popolo che lo venerava come un santo non solo perché protagonista dell'apparizione della Vergine del Pozzo, ma perché si era completamente dedicato al suo servizio e a diffondere il suo culto.
In una notte imprecisata di aprile del 1705, il pio sacerdote era sul letto di morte, i medici davano per scontato l'infausto avvenimento, quando dopo le preghiere invocate dal Tanzella e dai suoi familiari alla Santa Vergine, la stessa sarebbe apparsa al religioso invitandolo a bere l'acqua del pozzo di Santa Maria, che si trovava nella contrada Piscino sulla destra della via che portava a Noicattaro. I parenti si affrettarono a prelevare l'acqua dal pozzo indicato dalla Vergine e la portarono al sacerdote; il Tanzella la bevve e miracolosamente guarì. 
A qualche mese di distanza, il 30 agosto 1705, il sacerdote accompagnato dal pittore Gian Battista Converso, da suo fratello Lorenzo e da Michelangelo Portincasa, si calò all'interno del pozzo del Piscino e, con grande meraviglia, sulla parete del pozzo che volgeva a mezzogiorno, ritrovò un'icona che ritraeva la Vergine. 
Le cronache del tempo raccontano minuziosamente i particolari del rinvenimento. Suggestivo il momento nel quale il Tanzella, calatosi all'interno del pozzo, perse la candela con la quale illuminava la cavità: questa cadde nell'acqua sul fondo e, andando contro ogni legge naturale, continuò ad ardere; e ancora il momento in cui Don Domenico decise di distaccare dalla parete del pozzo l'icona, per portarla in paese ed esporla a pubblica venerazione: questa da sola si distaccò dalla parete e si portò nelle braccia del sacerdote.
Tutta la restante vita di Don Domenico Tanzella si è spesa all'interno della cappella di San Lorenzo, eretta dalla famiglia Tanzella e intitolata anche Santa Maria del Pozzo, per dare testimonianza dei fatti dell'agosto 1705.
Dopo la sua morte, avvenuta il 5 ottobre 1730, Tanzella fu sepolto nella cappella patronale di San Lorenzo, accanto all'immagine dell'icona della Madonna trovata nel pozzo. Successivamente le sue ossa furono traslate, l'8 giugno 1752, nella chiesa interna del convento costruito dai frati alcantarini.
 Cronaca dei funerali di Don Domenico Tanzella
Vincenzo Roppo, nel suo testo Capurso Sacra, stampato dalla tipografia l'Edizione nel 1922, ci descrive i funerali di Don Domenico Tanzella il quale, carico di meriti e opere religiose verso la natia Capurso, morì in voce di santità il 5 ottobre 1730. Appena spirato, le campane di Capurso proruppero in funebri rintocchi, mentre la popolazione piangeva il suo benefattore. Solenni furono le esequie, come risulta dai libri parrocchiali, annotati dall'arciprete dell'epoca Don Vito Chiechi. La salma del Tanzella fu trasportata processionalmente in tutte le vie del paese, tra due file di popolo piangente, la bara scoperta in segno di venerazione. Nella Chiesa Madre il funerale fu celebrato in forma solenne. Dalla Chiesa Madre, la processione giunse alla Chiesa di San Lorenzo costruita da Don Domenico, dove era collocata l'icona miracolosa della Madonna del Pozzo e dove ebbe degna sepoltura il pio sacerdote.

## Il monumento
Sabato 11 maggio 2013, sulla scalinata che porta al piccolo sagrato antistante la Cappella del pozzo sita in Largo Piscine, è stato inaugurato il complesso monumentale che ritrae Don Domenico Tanzella, il fratello Lorenzo, Michelangelo Portincasa e il pittore Giambattista Converso, ovvero i protagonisti, il 30 agosto 1705, del ritrovamento dell'icona della Madonna all'interno del pozzo del Piscino. Il complesso scultoreo, benedetto da Mons. Domenico Ciavarella, Vicario Generale della Diocesi di Bari-Bitonto, è stato donato al Santuario di Capurso dalla comunità "Rivoluzione d'amore al servizio della parola", così chiamata in memoria della fondatrice mamma Rosina Fortino.